# Río Sepik
El río Sepik es un largo río de Oceanía, el río más largo de la isla de Nueva Guinea y el segundo más largo del mundo de los que discurren por una isla (tras el río Kapuas, en Borneo). La mayoría del río fluye a través de Papúa Nueva Guinea, por las provincias de Sandaun y Sepik del Este, y una pequeña sección corre por Indonesia, en la provincia de Papúa. 
La longitud total del río es de 1126 km y tiene una cuenca de 80 320 km².
El Sepik es uno de los 100 sistemas fluviales primarios mayores del mundo. Tiene una gran zona de captación con regiones de pantanos, bosques tropicales y montañas. Biológicamente, el sistema fluvial es posiblemente el mayor sistema de humedales de agua dulce no contaminada en la región Asia-Pacífico.

## Geografía
El río Sepik nace en la cordillera Victor Emanuel en la meseta central de Papúa Nueva Guinea. Desde sus fuentes de montaña cerca de la ciudad estación de Telefomin. El río emprende rumbo noroeste y deja las montañas abruptamente cerca de Yapsei. Desde aquí corre en la provincia indonesa de Papúa, antes de volverse al noreste y correr la mayor parte de su recorrido por la Gran Depresión. A lo largo de su curso recibe numerosos afluentes de las montañas Bewani y Torricelli, al norte, y de la cordillera Central al sur. 
Los más importantes son, por la izquierda, el río Yellow River y por la derecha, los ríos April, Karawari, Yuat y Keram.
Durante gran parte de su curso, el Sepik serpentea describiendo amplios meandros, como el río Amazonas, hasta llegar al mar de Bismarck, en la zona norte de Papúa Nueva Guinea. A diferencia de muchos otros grandes ríos, el Sepik no tiene en absoluto delta, sino que fluye recto en el mar, a unos 100 km al este de la ciudad de Wewak. El río es navegable la mayor parte de su curso. 
Hay un ancho cinturón, de unos 5-10 km, de meandros activos que forma el río a lo largo de la mayor parte de su curso, que ha creado una llanura de inundación de hasta 70 kilómetros de ancho, con una extensa zona de remansos pantanosos. Hay alrededor de 1500 lagos en herradura (oxbow lake), además de algunos otros lagos en la llanura de inundación, siendo los mayores de ellos los lagos Chambri.
La cuenca del Sepik es en gran medida un entorno intacto, ya que no existen ni grandes asentamientos urbanos ni actividades mineras o forestales en su cuenca. Aun así, en la cuenca del río hay mucha actividad de tribus nativas, como la arapesh, a la cual el río le proporciona todo lo necesario para vivir.

## Historia

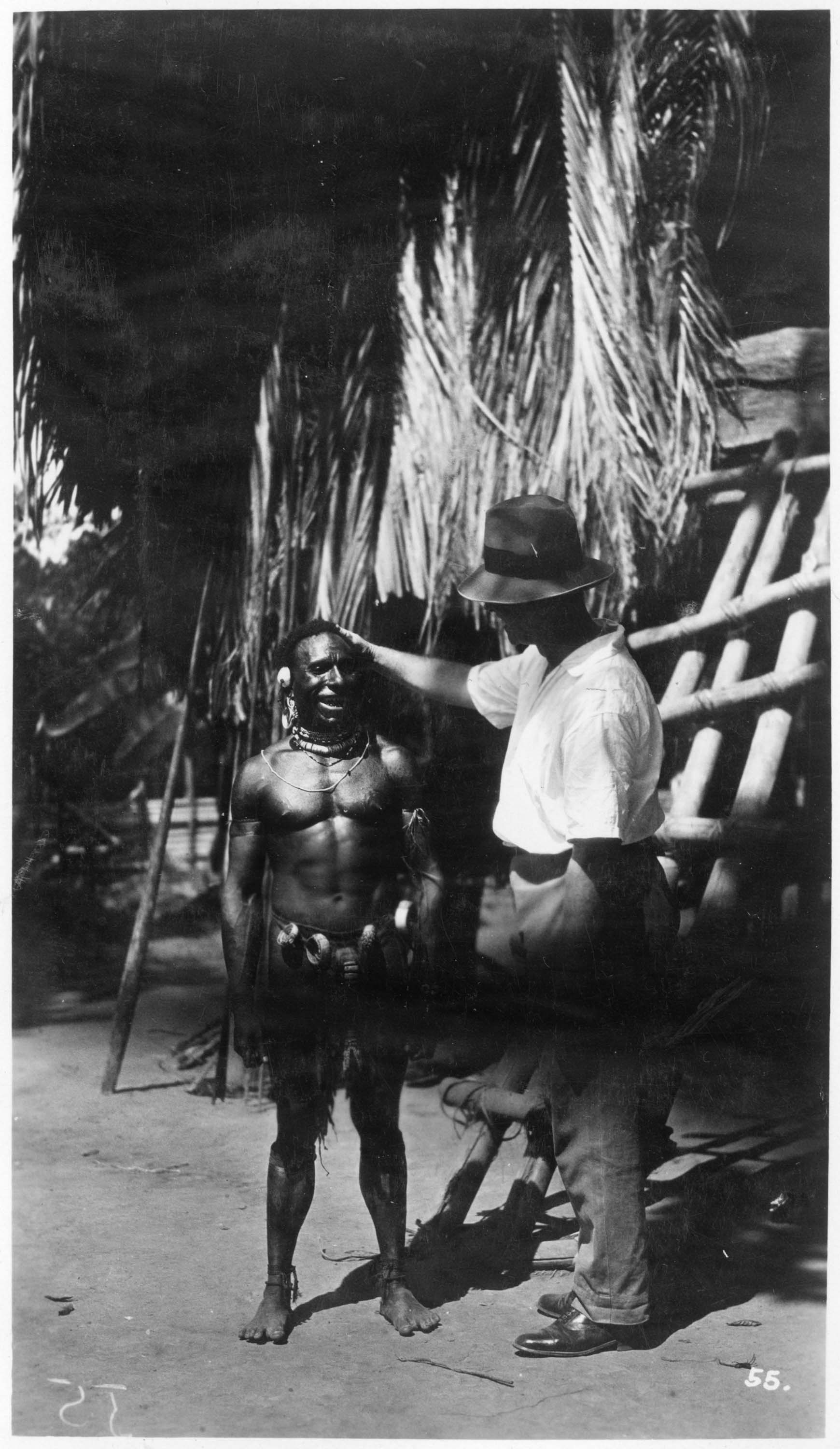
Ernest Chinnery, antropólogo australiano, trabajando en el Sepik central.

Los pobladores locales han vivido a lo largo del río desde hace muchos milenios y el río ha sido una de las bases para su alimentación, transporte y cultura. 

### Exploración
El primer contacto de los europeos con el río comenzó en 1885 cuando los alemanes exploraron la zona como parte del establecimiento de la Nueva Guinea Alemana. El río fue nombrado por vez primera por el explorador y etnógrafo Otto Finsch (1839-1917), que lo llamó Kaiserin Augusta, en honor de la entonces emperatriz alemana Augusta de Sajonia-Weimar-Eisenach. Al encontrar el río, Finsch lo remontó unos 50 km aguas arriba de su desembocadura.
En 1886 y 1887, los alemanes llevaron a cabo más expediciones en barco de vapor y se estudiaron más de 600 km de su curso.  Entre 1912 y 1913, volvieron a enviar otras expediciones para explorar el río y sus alrededores, recogiendo flora y fauna, estudiando las tribus locales y realizando los primeros mapas de la región. La estación de la ciudad de Angoram fue establecida como una base en el curso inferior del Sepik como base para tales exploraciones, pero con el inicio de la I Guerra Mundial, las exploraciones cesaron. 
Después de la Guerra Mundial, el gobierno australiano se encargó de la administración fiduciaria de la colonia alemana, creando el Territorio de Nueva Guinea, y quedando bajo su jurisdicción la región del río Sepik. Durante ese período los australianos crearon una estación en Ambunti, en el curso central del Sepik, para realizar nuevas exploraciones.
En 1935, Sir Walter McNicoll, el nuevo administrador del Territorio de Nueva Guinea, remontó todo el curso del Sepik para «echar un vistazo a la gente del río y la clase de región a lo largo de sus riberas» («have a look at the river people and the kind of country along the banks».)

#### 'Exploradores' modernos

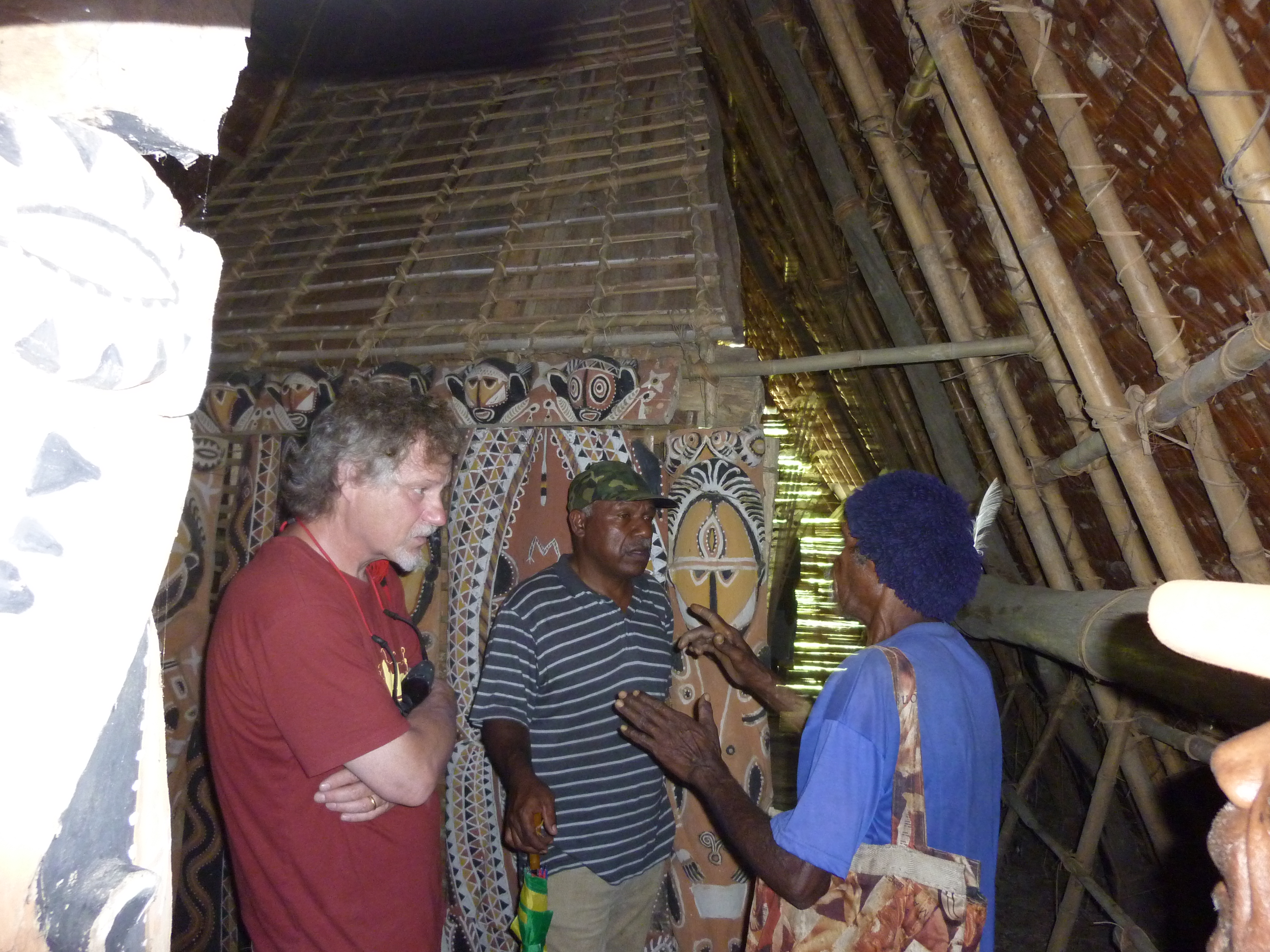
Provincia de Sepik Oriental, distrito de Maprik, en una Haus Tambaran, Ingo Kühl, Tomulopa Deko y hombres indígenas, 2012

A pesar de la exploración exhaustiva del Sepik y la cuenca del río por parte de los europeos a partir de la década de 1880, y del conocimiento extraordinariamente profundo de la región por parte de la población y las comunidades locales, hoy en día muchos viajeros todavía consideran que su turismo en la zona es un esfuerzo heroico.
Parte de esta fantasía es que a menudo se dice que las tribus fluviales tienen "poco contacto con el mundo moderno", como lo expresó el Los Angeles Times en 2017. Pero eso es solo no es cierto, y ciertamente no para un barco turístico de tamaño considerable operado por Coral Expeditions. Se dice que viajar por el río es "una de las últimas grandes aventuras de la tierra".
Por ejemplo, en 2010, Clark Carter y Andrew Johnson recorrieron el río Sepik desde su nacimiento hasta el mar. Caminaron hasta la fuente desde Telefomin y navegaron en kayak por los tramos superiores en un kayak inflable. Después de casi ahogarse en un tramo de rápidos cerca de Telefomín, decidieron caminar a través de la jungla, siguiendo el río hasta que estuvo lo suficientemente tranquilo como para tomar una piragua los 900 kilómetros restantes hasta el mar de Bismarck. La expedición duró seis semanas. 
También en 2010, el pintor Ingo Kühl, acompañado por el artista local Tomulopa Deko, viajó desde Goroka vía Madang, Wewak y Maprik a Pagwi y desde allí por el río Sepik río arriba hasta Ambunti y las aldeas de Maliwai, Yambon y Yessan. Describió sus experiencias en un libro ilustrado. En 2012 repitió esta expedición junto con su esposa y Tom Deko. Llegaron a los asentamientos de Oum Número 1 y Oum Número 2 y al río Abril, afluente del Sepik.

### Segunda Guerra Mundial
El  Ejército Imperial Japonés ocupó la zona durante la mayor parte de la Segunda Guerra Mundial. Al final de la guerra, sin embargo, los japoneses habían sido completamente rodeados, después de que Jayapura en la Nueva Guinea Holandesa fuese capturada en abril de 1944 y Aitape hubiese caído durante la campaña Aitape-Wewak en agosto de 1944. La batalla para derrotar a fuerzas restantes la llevó a cabo el ejército australiano, y fue una lucha difícil debido al terreno por el que realizaban la retirada. 
Los australianos finalmente empujaron a los japoneses a la aldea de Timbunke, en el curso central del Sepik en julio de 1945. Después de que un avión australiano de la RAAF aterrizó a 10 km de Timbunke, los japoneses sospecharon que los campesinos habían colaborado con los australianos y llevaron a cabo la matanza de 100 aldeanos. Finalmente, los japoneses se rindieron y fueron derrotados en Wewak en septiembre de 1945. 

## Arte Sepik

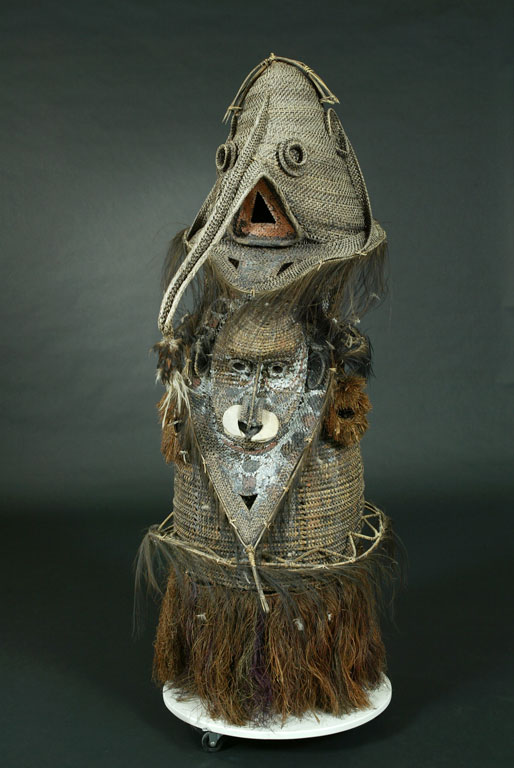
Espíritu Hombre máscara de la danza en la colección permanente del Museo de los Niños de Indianápolis.

Las tribus que viven a lo largo del río se caracterizan por sus magníficas esculturas y elaboradas ceremonias de iniciación masculina que incluyen la escarificación con diseños de un cocodrilo en las riberas. Muchas tribus usan tambores garamut en los rituales, que son largos tambores esculpidos ahuecando troncos de árboles en forma de tótem con diversos animales.

## Galería de imágenes

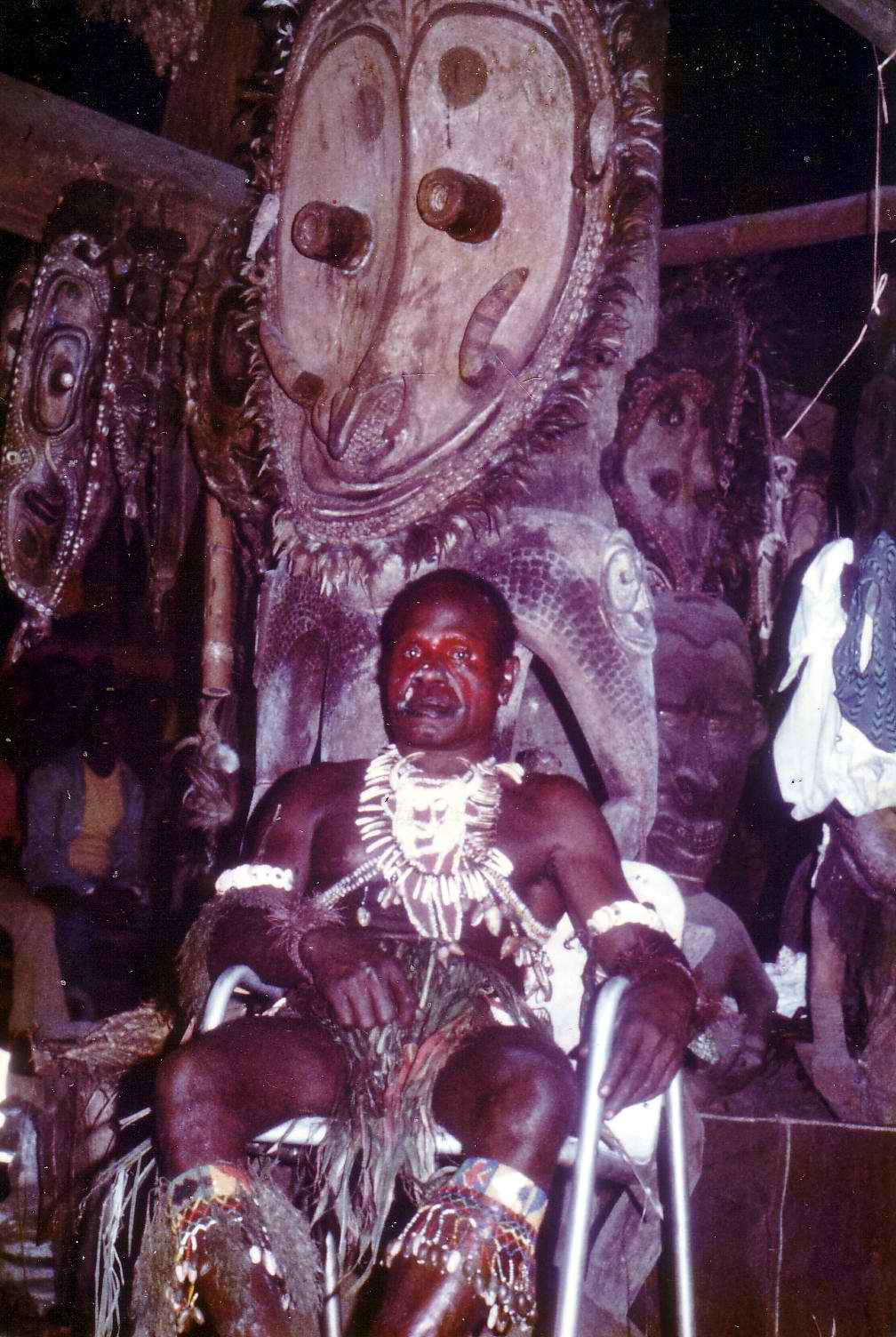
Aldea Korogo en el río Sepik. 1975. Franz Luthi
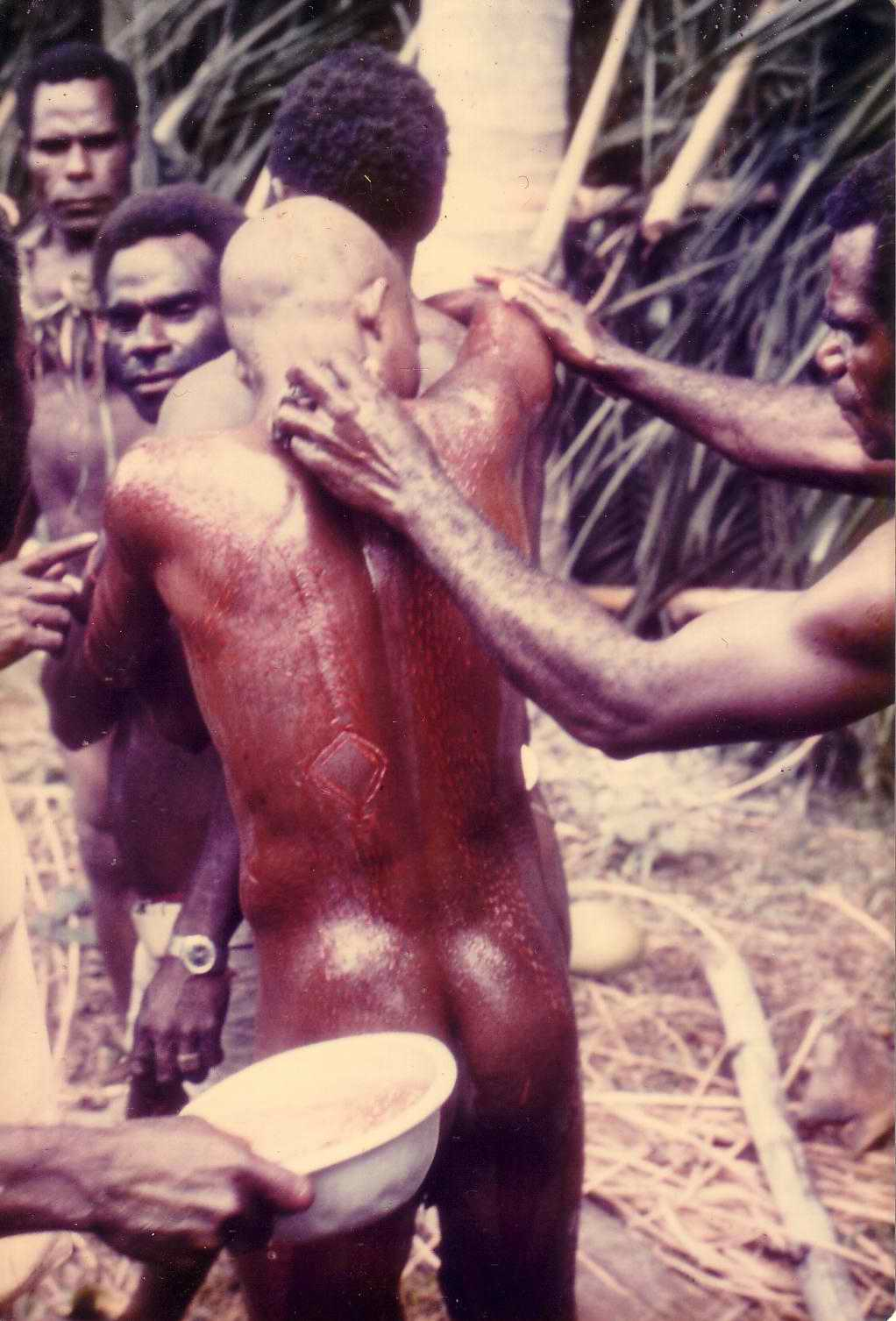
Ceremonia de iniciación en el río Sepik - cocodrilo escarificación. Aldea Korogo, 1975. Franz Luthi
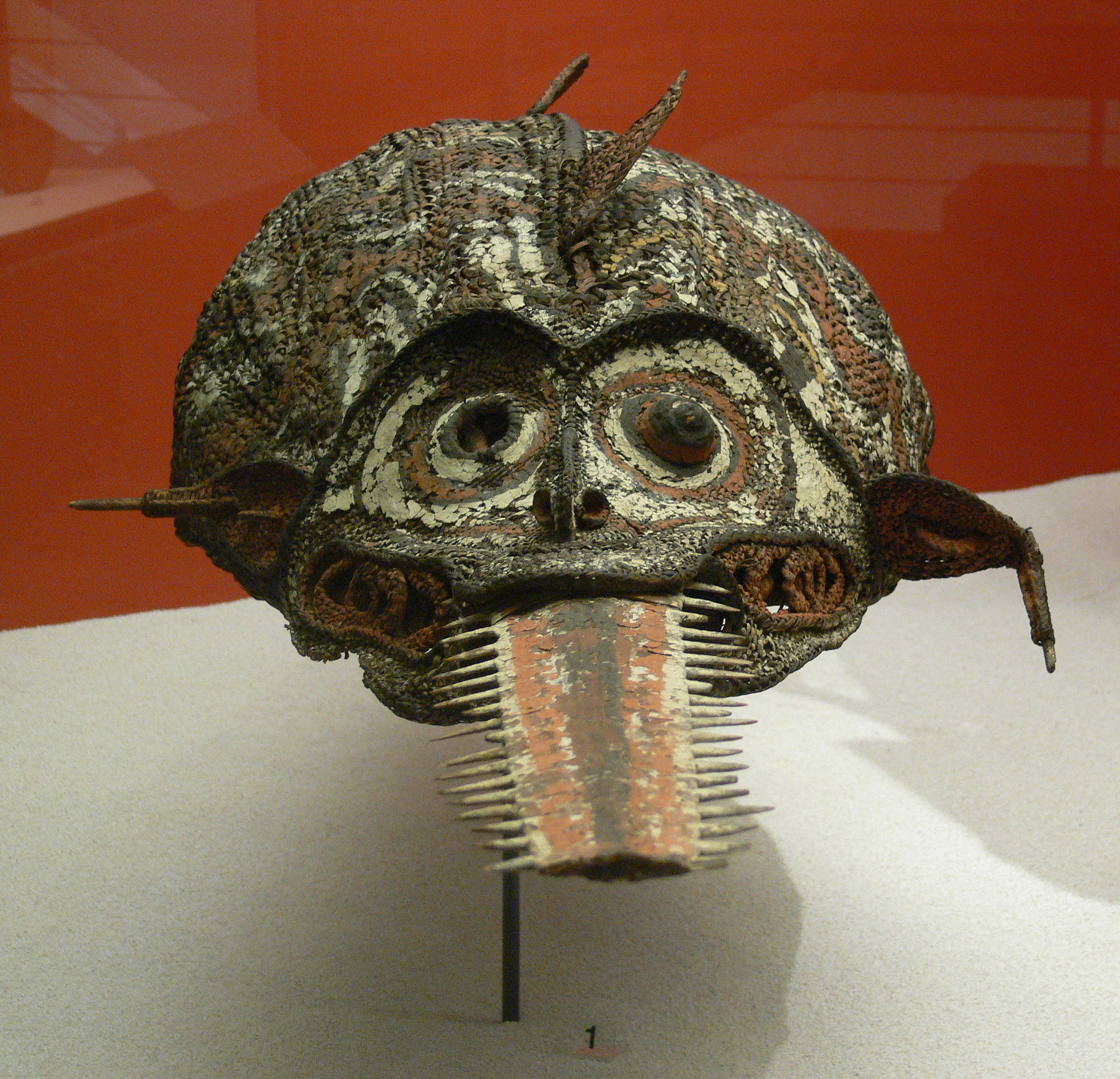
Máscara de pez sierra, curso medio del Sepik River, principios de siglo XX

- Datos: Q848308
- Multimedia: Sepik River / Q848308